# Jorge Semprún

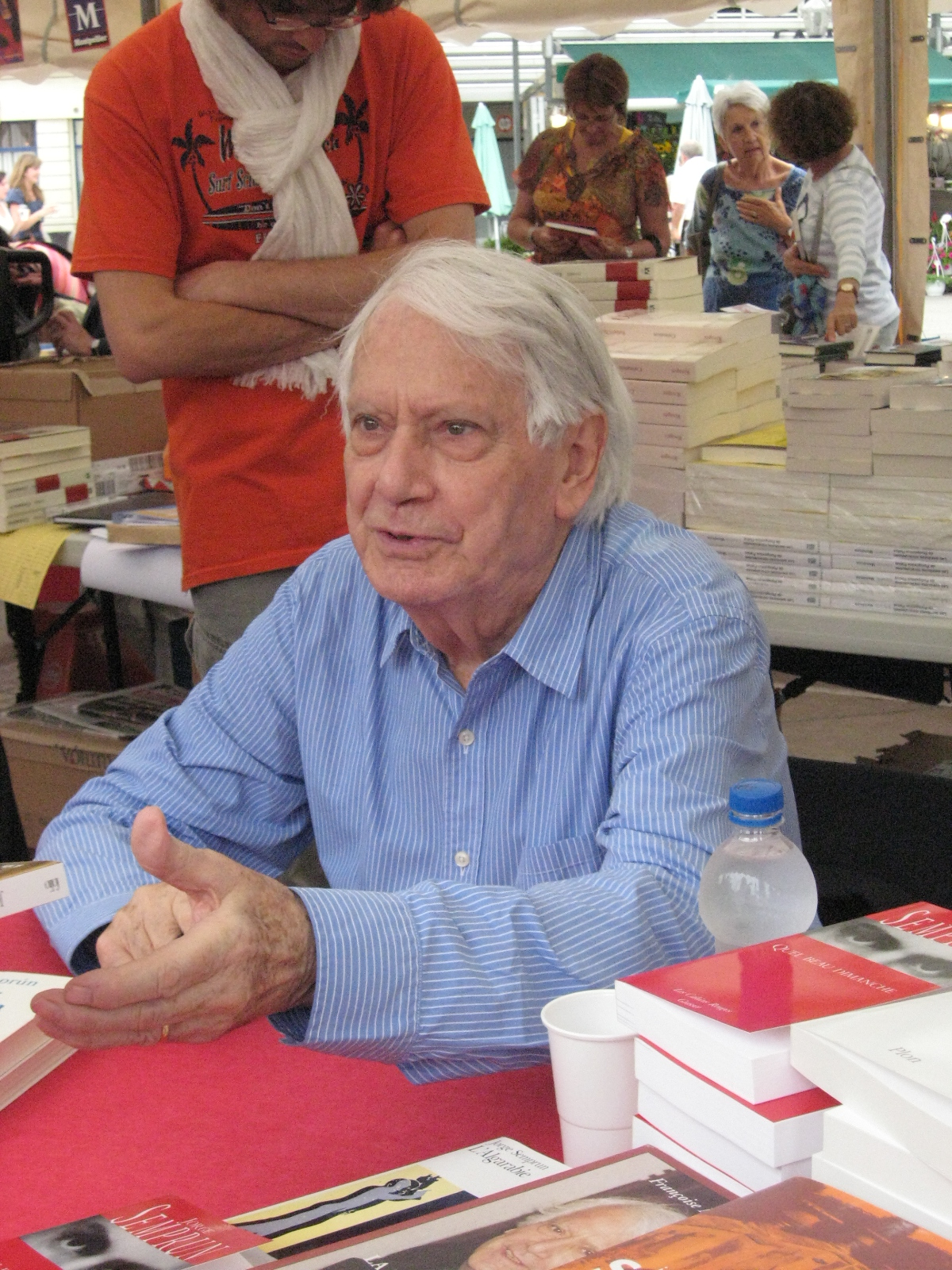
Jorge Semprún (2009)

Jorge Semprún Maura (* 10. Dezember 1923 in Madrid; † 7. Juni 2011 in Paris) war ein spanischer Schriftsteller.
Sein literarisches Werk (meist in französischer Sprache geschrieben) ist gekennzeichnet vom Anschreiben gegen das Vergessen. Als ehemaliger Widerstandskämpfer in der französischen Résistance und gegen die Franco-Diktatur in Spanien blieb er trotz aller politischen Wandlungen der Moral des kollektiven Widerstands treu und brachte in seinen überwiegend autobiografischen Schriften eine humane Anklage gegen die Grausamkeiten von Exil, Krieg und Deportation zum Ausdruck.

## Leben
Jorge Semprún wuchs in einer großbürgerlichen und linksliberalen Familie zunächst in Madrid auf. Sein Großvater mütterlicherseits, Antonio Maura, war unter Alfons XIII. fünfmal spanischer Ministerpräsident gewesen (zwischen 1903 und 1919). Beim Ausbruch des spanischen Bürgerkriegs 1936 ging Semprúns Familie ins Exil. Der Weg dorthin führte über ein Dorf bei Lourdes in die Niederlande, wo sein Vater Botschafter der spanischen Republik in Den Haag war. Nach dem Sieg des Franco-Regimes Anfang 1939 ging die Familie nach Paris, wo Semprún am Lycée Henri IV sein Abitur ablegte und an der Pariser Universität Sorbonne mit dem Studium der Philosophie begann.
Er trat 1941 der kommunistischen Résistance-Organisation Francs-tireurs et partisans bei und wurde ein Jahr später Mitglied der Kommunistischen Partei Spaniens (PCE). Bei seiner Arbeit im Untergrund gegen die deutschen Besatzer wurde Semprún 1943 in Auxerre von der Gestapo verhaftet und nach Verhören und Folter im Januar 1944 in einem Viehwaggon in das Konzentrationslager Buchenwald deportiert. Im KZ Buchenwald beteiligte er sich am lagerinternen, von den Kommunisten aufgebauten Widerstand. Da Semprún vor der Verhaftung bereits im Exil gelebt hatte, erkannte ihn das faschistische Regime Francos nicht als spanischen Staatsbürger an. So wurde er als Staatenloser erfasst. Nach der Befreiung des KZs Buchenwald kehrte er nach Paris zurück und nahm nach Francos Tod und der Demokratisierung Spaniens die spanische Staatsbürgerschaft wieder an. Die Deportation und die Gefangenschaft verarbeitete er später in den Romanen Die große Reise (1963) und Was für ein schöner Sonntag! (1980).
Von 1953 bis 1962, im Zuge mehrerer unerlaubter Aufenthalte in Spanien, koordinierte Semprún (unter Decknamen wie Federico Sanchez oder Juan Larrea) die geheime Tätigkeit des PCE gegen das Franco-Regime. Im Jahre 1954 wurde er Mitglied des Zentralkomitees der Partei, 1956 im Politbüro. Doch wurde er 1964 wegen „parteischädigenden Verhaltens“ aus dem Exil-PCE ausgeschlossen. Vorangegangen waren Linienkämpfe zwischen den stalinistischen und den eher undogmatischen Strömungen innerhalb des PCE.
Von Felipe González wurde er 1988 zum Kulturminister berufen; als Parteiloser übte er das Amt bis 1991 aus. 2003 sprach Jorge Semprún anlässlich der Gedenkstunde zum Tag des Gedenkens an die Opfer des Nationalsozialismus vor dem Deutschen Bundestag.
Jorge Semprún starb am 7. Juni 2011 in Paris. Er wurde in Garentreville neben seiner bereits 2007 verstorbenen Ehefrau bestattet. Der Essayist Jaime Semprun (1947–2010) war sein Sohn.

## Werk
1963 veröffentlichte Semprún sein erstes Werk, den autobiografischen Roman Die große Reise, der mit dem Prix Formentor ausgezeichnet wurde, und begann damit seine Karriere als Schriftsteller und Publizist. Neben weiteren Romanen schrieb er auch Drehbücher, z. B. für den Film Der Krieg ist aus (1966), für den Politthriller Z (1968) über das griechische Militärregime und für L’Aveu (deutsch: Das Geständnis) von Costa-Gavras (1970).
Semprúns Werke sind durchweg geprägt von den Erinnerungen an das Konzentrationslager und von seinen Erfahrungen als Mitglied der Kommunistischen Partei Spaniens während der Franco-Diktatur. Dabei besteht der Autor aber darauf, dass Einzelheiten und Personen fiktiv sein können. Literarische Anspielungen bewirken zudem, dass Fiktion und autobiographische Wirklichkeit ununterscheidbar bleiben.
Semprún verfasste seine Werke auf Französisch; Ausnahmen waren die Titel Autobiografía de Federico Sánchez (1977) und Veinte años y un día (2003).
Semprúns Erzählweise wird gern mit der Schnitttechnik eines Spielfilms verglichen. In Die große Reise zum Beispiel umfasst die eigentliche Erzählzeit den fünftägigen Eisenbahntransport ins Konzentrationslager Buchenwald im Januar 1944. Eingeschoben sind zahlreiche Erinnerungen, Überlegungen und Fantasien, die 1936 einsetzen und vor allem die Zeit des Widerstands ab 1940 umfassen, aber auch über die Erzählzeit hinaus in die Zukunft gehen, wie seinen Aufenthalt im Konzentrationslager, die Befreiung daraus, seine Rückkehr nach Frankreich. Die Sprünge sind unvermittelt, da sie einer Assoziationskette folgen. Aus dieser bruchstückartigen Erzählweise entsteht ein Geflecht von Bezügen, die allmählich einen Blick auf Semprúns gesamten Werdegang vermitteln. Er schildert die Ereignisse in bildreicher Alltagssprache, sie gewinnen dadurch, wie auch durch die kaleidoskopartige Erzähltechnik, eine eindringliche Authentizität.

## Auszeichnungen
Neben weiteren Auszeichnungen erhielt er 1994 den Friedenspreis des Deutschen Buchhandels. Seit 1996 war er Mitglied der Académie Goncourt. 1997 wurde er mit dem Jerusalempreis für die Freiheit des Individuums in der Gesellschaft, 2003 mit der Goethe-Medaille, 2004 für seinen Roman Veinte años y un día (Zwanzig Jahre und ein Tag) mit dem spanischen Lara-Literaturpreis ausgezeichnet. Semprún wurde des Weiteren der Österreichische Staatspreis für Europäische Literatur 2006 verliehen, und 2007 erhielt er die Ehrendoktorwürde der Universität Potsdam.
In Weimar wurde 2018 der Weimarplatz (zuvor Karl Marx-Platz) in Jorge-Semprún-Platz umbenannt.

## Werke
- Die große Reise. Paris 1963; dt. 1964 (Übersetzung aus dem Französischen: Abelle Christaller. Originaltitel: Le grand voyage.).
- Die Ohnmacht. Paris 1967; dt. 2001 (Übersetzung aus dem Französischen: Eva Moldenhauer. Originaltitel: L’évanouissement.).
- Der zweite Tod des Ramón Mercader. Paris 1969; dt. 1974 Übersetzung aus dem Französischen: Gundl Steinmetz.  Suhrkamp Taschenbuch, Frankfurt am Main 1979, ISBN 3-518-37064-2 Originaltitel: (La deuxième mort de Ramón Mercader.).
- Vorwort zu Fernando Claudin: Die Krise der Kommunistischen Bewegung. Herausgegeben von Ulf Wolter. Berlin 1977/1978.
- Federico Sánchez. Eine Autobiographie. Barcelona 1977; dt. 1978 (Übersetzung: Heide Mahler-Knirsch).
- Was für ein schöner Sonntag! Paris 1980; dt. 1981 (Übersetzung aus dem Französischen: Johannes Piron. Originaltitel: Quel beau dimanche!).
- Algarabía oder Die neuen Geheimnisse von Paris. Paris 1981; dt. (gekürzt) 1985 (Übersetzung aus dem Französischen: Traugott König und Christine Delory-Momberger).
- Montand, la vie continue. Paris 1983, ISBN 2-207-22876-2.
dt.: Yves Montand, das Leben geht weiter. Frankfurt am Main 1984, ISBN 3-458-14144-8 / 1986, ISBN 3-518-37779-5. (Übersetzung: Uli Aumüller).
- Der weiße Berg. Paris 1986; dt. 1987 (Übersetzung aus dem Französischen: Eva Moldenhauer. Originaltitel: La montagne blanche.).
- Netschajew kehrt zurück. Paris 1987; dt. 1989 (Übersetzung aus dem Französischen: Eva Moldenhauer. Originaltitel: Netchaïev est de retour.).
- Federico Sánchez verabschiedet sich. Paris 1993; dt. 1994 (Übersetzung aus dem Französischen: Wolfram Bayer. Originaltitel: Federico Sánchez vous salue bien.).
- Schreiben oder Leben. Paris 1994; dt. 1995 (Übersetzung aus dem Französischen: Eva Moldenhauer. Originaltitel: L’écriture ou la vie.).
- Unsre allzu kurzen Sommer. Paris 1998; dt. 1999 (Übersetzung aus dem Französischen: Eva Moldenhauer. Originaltitel: Adieu, vive clarté...).
- Der Tote mit meinem Namen. Paris 2002; dt. 2003 (Übersetzung aus dem Französischen: Eva Moldenhauer. Originaltitel: Le mort qu'il faut.).
- Zwanzig Jahre und ein Tag. Barcelona 2003; dt. 2005 (Übersetzung aus dem Spanischen: Elke Wehr. Originaltitel: Veinte años y un día.).
- Blick auf Deutschland. Frankfurt am Main 2003 (Übersetzung: Michi Strausfeld).
- Was es heißt, Europäer zu sein. (Zusammen mit Dominique de Villepin). Paris 2005; dt. 2006 (Übersetzung aus dem Französischen: Michael Hein. Originaltitel: L’homme européen.).
- Philosophie als Überlebenswissenschaft. Potsdamer Universitätsreden 6. Universitätsverlag Potsdam 2007. (Übersetzung: Michi Strausfeld).[5]
- Überlebensübungen, Erzählungen; übersetzt von Eva Moldenhauer. Suhrkamp, Berlin 2013, ISBN 978-3-518-42384-4.

## Filmografie
- 1966: Der Krieg ist vorbei (La Guerre est finie) (Drehbuch,  in der Originalfassung Sprecher des Off-Kommentars)
- 1968: Z (Drehbuch)
- 1970: Das Geständnis (L'aveu) (Drehbuch)
- 1972: Das Attentat (L'attentat) (Drehbuch) – Regie: Yves Boisset
- 1974: Stavisky (Drehbuch)
- 1974: Les Deux mémoires (Drehbuch) – Regie: Jorge Semprún
- 1975: Sondertribunal – Jeder kämpft für sich allein (Section spéciale) (Drehbuch)
- 1976: Die Frau am Fenster (Une femme à sa fenêtre) (Drehbuch)
- 1978: Straßen nach Süden (Les Routes du sud) (Drehbuch) – Regie: Joseph Losey
- 1991: Rückkehr eines Toten (Netchaiev est de retour) (Drehbuch, Romanvorlage) – Regie: Jacques Deray
- 1994: Affaire Dreyfus (L'Affaire Dreyfus) (Drehbuch) – Regie: Yves Boisset
- 1997: K – das Zeichen des Bösen (K) (Drehbuch)
- 2011: Die Zeit der Stille (Le temps du silence) (Drehbuch) – Regie: Franck Apprederis

## Dokumentation
- Die vielen Leben des Jorge Semprún. Regie: Albert Solé, Arte, RTVE, Spanien, 2023.